# The Red Light District
The Red Light District je četvrti studijski album repera Ludacrisa. Album je objavljen 7. prosinca 2004. godine. Na Billboard 200 listi debitirao je na broju jedan i u prvom tjednu je prodan u 322.000 primjeraka. Do današnjeg datuma album je prodan u 2 milijuna primjeraka.[nedostaje izvor]

## Popis pjesama
|     | Naziv                                             | Producent(i)                 | Gost(i)                 | Trajanje | Uzorci                                                                                            |
| --- | ------------------------------------------------- | ---------------------------- | ----------------------- | -------- | ------------------------------------------------------------------------------------------------- |
| 1.  | "Intro"                                           | Timbaland                    |                         | 1:25     |                                                                                                   |
| 2.  | "Number One Spot"                                 | DJ Green Lantern             |                         | 4:34     | "Soul Bossa Nova" od Quincy Jones                                                                 |
| 3.  | "Get Back"                                        | Dominic "Tic Toc" Bazile     |                         | 4:30     |                                                                                                   |
| 4.  | "Put Your Money"                                  | Icedrake                     | DMX                     | 4:13     |                                                                                                   |
| 5.  | "Blueberry Yum Yum"                               | Organized Noize              | Sleepy Brown            | 3:55     |                                                                                                   |
| 6.  | "Child of the Night"                              | DK All Day                   | Nate Dogg               | 5:01     | "Portuguese Love" od Teena Marie                                                                  |
| 7.  | "The Potion"                                      | Timbaland                    |                         | 3:55     |                                                                                                   |
| 8.  | "Pass Out"                                        | Needlz                       |                         | 4:21     |                                                                                                   |
| 9.  | "Skit"                                            |                              |                         | 0:55     |                                                                                                   |
| 10. | "Spur of the Moment"                              | LT Moe                       | DJ Quik i Kimmi J.      | 4:15     |                                                                                                   |
| 11. | "Who Not Me"                                      | Craig King                   | Small World i Dolla Boy | 4:56     | “Stick Em” od The Fat Boys                                                                        |
| 12. | "Large Amounts"                                   | Vudu                         |                         | 4:33     | “Pick A Pocket Or Two” od Clive Reville                                                           |
| 13. | "Pimpin' All Over the World"                      | Polow da Don i Donnie Scantz | Bobby V                 | 5:29     |                                                                                                   |
| 14. | "Two Miles an Hour"                               | DJ Toomp                     |                         | 4:45     | "Little Child Runnin' Wild" od Curtis Mayfield "Summertime" od DJ Jazzy Jeff and the Fresh Prince |
| 15. | "Hopeless"                                        | Heazy                        | Trick Daddy             | 5:05     |                                                                                                   |
| 16. | "Virgo" Nas Street's Disciple LP.                 | Salaam Remi                  | Nas                     | 3:31     |                                                                                                   |
| 17. | "Get Back (Rock verzija) UK; iTunes bonus pjesma" | Sum 41                       | Sum 41                  | 4:13     |                                                                                                   |

## Top liste
| Top lista                             | Završna pozicija |
| ------------------------------------- | ---------------- |
| U.S. Billboard 200                    | 1                |
| U.S. Billboard Top R&B/Hip-Hop Albums | 1                |
| U.S. Billboard Top Rap Albums         | 1                |